# Bianca Ingrosso
Bianca Melina Elisabeth Wahlgren Ingrosso, född 30 december 1994 i Gustavsbergs församling, Stockholms län, är en svensk videobloggare, mediepersonlighet, artist, programledare och entreprenör.

## Biografi
Ingrosso deltog i den svenska uttagningen Stage Junior 2006 till Junior Eurovision Song Contest 2006 tillsammans med kompisen Malin Eriksson. Deras låt hette "Kan det bli vi två" och slutade på andra plats. Hon var också med i Göta Lejons uppsättning av musikalen Sound of Music hösten 2007, där hon spelade rollen som Lovisa von Trapp. Sommaren 2008 medverkade hon i musikalen Hujeda mig så många sånger tillsammans med sin bror Benjamin och där morbror Linus Wahlgren stod för regin. Hon kom på andra plats i dansprogrammet Let's Dance 2016 som sändes på TV4. Ingrosso studerade vid Gångsätra gymnasium på Lidingö.
Hösten 2016 hade programmet Wahlgrens värld premiär på Kanal 5. I slutet av 2021 meddelades att Ingrosso inte längre skulle medverka i serien utan istället fokusera på sina andra arbetsprojekt.
Från 2017 till 2019 drev hon tillsammans med Alice Stenlöf podcasten Alice & Bianca – har du sagt A får du säga B. Åren 2018–2022 medverkade Bianca Ingrosso i juryn i programmet Talang i TV4. År 2018 debuterade hon som sommarvärd i Sommar i P1 där hon pratade om sin uppväxt samt om sin bulimi. Bianca Wahlgren Ingrosso och Pernilla Wahlgren vann Kristallen 2018 för årets TV-personlighet. År 2018 lanserade hon sitt sminkmärke Caia Cosmetics tillsammans med Jesper Matsch, Mikael Snabb och Vanessa Lindblad.
År 2022 startade Bianca Ingrosso sin egen talkshow i Kanal 5 under namnet Bianca.
År 2023 startade Bianca Ingrosso och Vanessa Lindblad klädmärket Avora. 
2024 släppte Bianca tillsammans med sina bröder Oliver och Benjamin matmärket Mino med fokuset på italiensk mat och italienska råvaror. 
År 2025 byggde man vidare på talkshowen till Bianca by Night. 
Hon har vunnit flera utmärkelser för sin närvaro i sociala medier, bland annat sin blogg. I SVT-programmet Luuk & Hallberg avslöjade hon dock att det varit hennes mor som skrivit bloggen.

### Familj
Bianca Ingrosso är dotter till Pernilla Wahlgren och Emilio Ingrosso, dotterdotter till Christina Schollin och Hans Wahlgren, samt kusin till Sebastian Ingrosso.

### Kärleksliv
Runt 2014 träffade hon och blev tillsammans med influencern och krögaren Phillipe Cohen, som bland annat driver restaurang Ted (uppkallad efter hans egen hund) på Grev Turegatan på Östermalm (Stureplan) i centrala Stockholm. Paret har genom årens lopp gjort slut och blivit tillsammans igen cirka 6-9 gånger, senaste gången sommaren 2022. Efter det senaste uppbrottet har Ingrosso levt vidare som singel (med undantag för vissa dejter och småflings), medan Cohen har träffat och blivit tillsammans med en ny partner, nämligen Rebecca Lindbergh Thor.

## Samarbete med Gina Tricot
Ingrosso har bland annat samarbetat med Gina Tricot i en reklamkampanj där klädföretaget påstod att de skulle odla en egen skog. Samarbetet fick stor medial uppmärksamhet efter att en granskning av SVT avslöjat brister i hållbarhetsarbetet och att kampanjen hade kännetecken av greenwashing. Granskningen fick stor uppmärksamhet i media både i Sverige och utomlands.. Enligt en uppskattning erhöll Bianca Ingrossos mellan 5 och 10 miljoner i arvode från klädföretaget för kampanjen, medan ungefär 80 000 kr gick till att plantera 503 träd.
Bianca Ingrosso har tidigare kritiserats gällande hållbarhet. I en intervju beskrev klimat- och miljöminister Romina Pourmokhtari henne som en problematisk förebild för landets unga. Ministern påpekade att influeraren främjar en ohälsosam livsstil när det gäller konsumtion. Hon uppmanade influeraren att istället använda sin plattform och inflytande för att påverka frågor om klimatet.

## Priser och utmärkelser
| År   | Instiftare | Pris                  | Resultat  |
| ---- | ---------- | --------------------- | --------- |
| 2018 | Guldtuben  | Årets blogg           | Vann      |
| 2018 | Guldtuben  | Årets stjärnskott     | Vann      |
| 2018 | Guldtuben  | Årets podcast         | Vann      |
| 2018 | Guldtuben  | Årets youtuber        | Nominerad |
| 2018 | Kristallen | Årets tv-personlighet | Vann      |